# Rubberboa's
Rubberboa's (Charina) zijn een geslacht van slangen uit de familie reuzenslangen (Boidae). De soort werd voor het eerst wetenschappelijk beschreven door John Edward Gray in 1849.

## Naam en indeling
De wetenschappelijke naam van de groep werd voor het eerst voorgesteld door John Edward Gray in 1849. Er zijn twee soorten, de soort Charina umbratica werd lange tijd als ondersoort gezien van de rubberboa.

### Soorten
Het geslacht omvat de volgende soorten, met de auteur en het verspreidingsgebied.
| Naam                       | Auteur           | Verspreidingsgebied                                                                                                |
| -------------------------- | ---------------- | --- |
| Rubberboa (Charina bottae) | Blainville, 1835 | Verenigde Staten (Washington, Oregon, Californië, Idaho, Montana, Nevada, Utah, Wyoming), Canada (Brits-Columbia). |
| Charina umbratica          | Klauber, 1943    | Verenigde Staten (Californië)                                                                                      |

## Verspreiding en habitat
De slangen komen voor in delen van Noord-Amerika en leven in de landen de Verenigde Staten (Washington, Oregon, Californië, Idaho, Montana, Nevada, Utah en Wyoming) en Canada (Brits-Columbia). De habitat bestaat uit gematigde bossen, scrublands en graslanden.

## Beschermingsstatus
Door de internationale natuurbeschermingsorganisatie IUCN is aan beide soorten een beschermingsstatus toegewezen. De rubberboa (Charina bottae) wordt gezien als 'veilig' (Least Concern of LC)en de soort Charina umbratica wordt beschouwd als 'kwetsbaar' (Vulnerable of VU).